# ژلیکو استینچیچ
ژلیکو استینچیچ (کرواتی: Želimir Stinčić؛ زادهٔ ۱۳ ژوئیهٔ ۱۹۵۰) بازیکن فوتبال اهل کرواسی بود.
از باشگاه‌هایی که در آن بازی کرده‌است می‌توان به باشگاه فوتبال ردبول زالتسبورگ و باشگاه فوتبال دینامو زاگرب اشاره کرد.
وی همچنین در تیم ملی فوتبال یوگسلاوی بازی کرده‌است.